# Tydeus-Maler

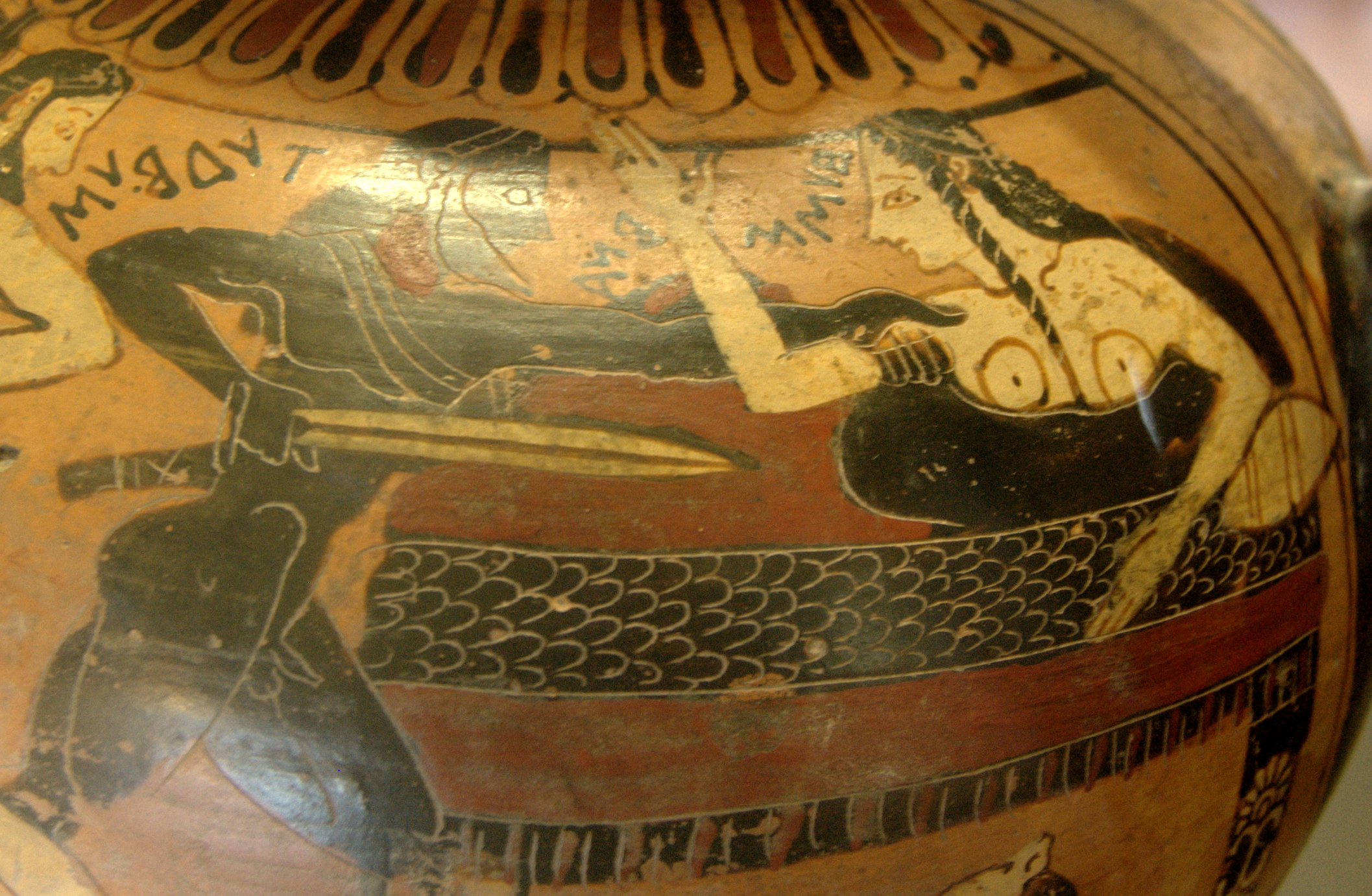
Namenvase: Tydeus tötet Ismene

Der Tydeus-Maler war ein mit einem Notnamen bezeichneter antiker griechischer Vasenmaler, der seine Werke im korinthisch-schwarzfigurigen Stil verzierte. Er arbeitete während der spätkorinthischen Phase des Stils (etwa 575 bis 550 v. Chr.), seine Werke werden etwa um das Jahr 560 v. Chr. datiert.
Der Tydeus-Maler war einer der bedeutendsten und zugleich der letzte bedeutende Vasenmaler der Spätphase des schwarzfigurigen Stils in Korinth. Er bemalte vor allem Amphoren, Kratere, Lekythe und Oinochoen. Die bedeutendsten Werke des Malers sind auf rotgrundigen Halsamphoren zu finden, darunter auch ein Bild mit der Tötung der nackten Ismene auf der Namenvase. Auf einer zweiten Amphora in Paris zeigt er den Kampf zwischen Theseus und dem Minotauros. Ansonsten zeigt er keine Darstellungen aus der Mythologie, er bevorzugt Kampfdarstellungen Reiter und Komasten, daneben Tiere und Fabelwesen. Kennzeichnend für seine Arbeiten sind die reiche Verwendung von Deckrot- und Deckweiß sowie die zahlreichen Namensbeischriften. Die Abgrenzung zu stilistisch nahestehenden Malern ist bis heute noch nicht vollständig gelungen.